# Sángas
Sángas är en ort i Grekland.   Den ligger i prefekturen Arkadien och regionen Peloponnesos, i den södra delen av landet, 120 km väster om huvudstaden Aten. Sángas ligger 708 meter över havet och antalet invånare är 125.
Terrängen runt Sángas är kuperad söderut, men norrut är den bergig. Runt Sángas är det glesbefolkat, med 11 invånare per kvadratkilometer. Närmaste större samhälle är Tripoli, 19,2 km söder om Sángas. 